# Топонимия Ханты-Мансийского автономного округа
Топонимия Ханты-Мансийского автономного округа — Югра — совокупность географических названий, включающая наименования природных и культурных объектов на территории Ханты-Мансийского автономного округа — Югра.
10 декабря 1930 года был образован Остя́ко-Вогу́льский национальный округ с центром в основанном на месте села Самарово городе Остяко-Вогульске (с 23 октября 1940 года — город Ханты-Мансийск). С 1930 по 1934 округ входил в Уральскую область (центр — Свердловск, ныне Екатеринбург), в 1934 — в Обско-Иртышскую область (центр — Тюмень), в 1934 году округ вошёл в состав Омской области, 23 октября 1940 года Указом Президиума Верховного Совета РСФСР Остяко-Вогульский национальный округ переименован в Ханты-Мансийский. Наименование округа связано с самоназванием двух основных групп северных народов — хантов и манси (в ХМАО есть менее многочисленные группы и других народов Крайнего Севера и Среднего Приобья).
14 августа 1944 года Ханты-Мансийский национальный округ вошёл в состав вновь образованной Тюменской области и по сей день юридически входит в неё, однако в 1993 году ХМАО получил автономию и стал полноправным субъектом Российской Федерации.
В 1978 году Ханты-Мансийский национальный округ был преобразован в Ханты-Мансийский автономный округ (ХМАО), который в 2003 году получил своё нынешнее название — Ханты-Мансийский автономный округ — Югра. Словом «Югра» в Средние века называли народы и земли за Северным Уралом.

## История формирования топонимии
С. Н. Басик в топонимии Западной Сибири выделяет следующие стратиграфические пласты: палеоазиатский — древнейший субстратный пласт; далее — ненецкий (север), селькупский (восток), кетский (южнее); более современный финно-угорский (ханты и манси) на севере и в центре, тюркский — на юге; последний — славянский (русский) пласт.
По оценке В. А. Жучкевича, ХМАО относится к топонимическому региону Западная Сибирь, для которого характерно наличие унаследованной гидронимии и названия поселений не старше XVII века. Наиболее широко представлена в средних широтах Западной Сибири финно-угорская топонимия хантов и манси. Мансийские топонимы занимают среднюю часть Зауралья, хантыйская же топонимия размещается тремя ареалами:1) на северо-востоке (притоки нижней Оби); 2) бассейны рек Казыма и Назыма; 3) бассейн реки Вах.
Ханты-мансийский элемент представлен такими топонимами как Мулымья, Вынтья, Нерпья, Еймья, Ворья, Толья, Волья, Несёган, Харьёган, Мурёган, Ламбееёган и другими. Названия с окончанием на -ья относятся к языку манси, на -ёган — к языку хантов. Каждый из указанных элементов означает понятие «река» (вариации юган).
Жизнь манси была связана не только с водами, но и с лесом. Поэтому и для различных типов леса сложились свои термины: вор, суй, сагыт, сяхили другие. (Люмингвор — лес на возвышенном месте, Маньсярнингсуй — бор с маленьким пастбищем и т. д.). Подобное разнообразие терминов наблюдалось и у хантов. Большая часть хантыйских гидронимов образовалась путём словосложения. Сложные гидронимы составляют 88,3 %, из них 72 % — двусоставные. Определяемое слово является чаще всего номенклатурным термином.

## Состав топонимии
По состоянию на 9 июля 2024 года, в Государственный каталог географических названий внесено 12384 записи о географических объектах Ханты-Мансийского автономного округа -Югры, в том числе о 193 населённых пунктах. Ниже приводятся списки наиболее значимых природных объектов и крупнейших населённых пунктов ХМАО с характеристиками их этимологии.

### Гидронимы

#### Потамонимы
- Обь — происхождение названия реки точно не известно. По одной из версий, оно произошло от слова на языке коми, которое означало «снег», «снежный сугроб», «место у снега»[8]. По данным В. Штейница и А. Дульзона название связано с коми-зырянским словом обва — «снежная вода», так как русские узнали Обь в её нижнем течении, и её название получили от коми проводников[9]. Существует также предположение, что название реки — иранского происхождения, от *ап «вода» (тадж. Об). Такое название полноводной реке вполне могли дать степные ираноязычные народы, жившие на юге Западной Сибири в период с раннебронзового века по средневековье[8].
- Иртыш — о происхождении гидронима имеется ряд версий. Г. Ф. Миллер приводит версию образования названия реки по имени татарского хана Иртышака, наследника хана Он-Сома[10].По другой версии, название реки происходит из тюркских языков «ир» — земля, «тыш» — рыть, то есть «роющий землю»[11]. По мнению А. П. Дульзона и В. Н. Поповой, в названии Иртыш сегмент тыш восходит к кетскому чеш, шеш, сис, сес — «река», а начальное ир связано с докетским (иранским) корнем со значением «бурный», «стремительный»[12].
- Вах — по оценке Е. М. Поспелова, гидроним соотносят с обско-угорским термином ах/ях/ахт — «река», который в процессе русской адаптации получил приставное в и превратился в Вах[13].
- Аган — по-видимому, гидроним произошёл от хантыйского еган, ёган, ёхан, юхан — «река». Но встречающийся на картах вариант аган в говорах современного хантыйского языка неизвестен[14].
- Тромъёган — гидроним имеет финно-угорское происхождение. В частности, Торум — самая главная персона в мифологии хантов и манси — «бог неба, бог-громовержец», то есть Торым ёхан — «божья река»[15].
- Казым — в русских источниках XVII века, в Книге Большому чертежу 1627 года — Казым. Название древнего дообско-угорского происхождения, этимология не установлена[16].
- Большой Юган — русская форма юган из хантыйского ёхан — «река» (см. также Аган, Васюган, Нефтеюганск и т. д.). Определение Большой противопоставляет эту реку Малому Югану[17].
- Большой Салым — русская форма к Салым («Солхэм») — по-хантыйски «созданная», «сотворённая».
- Северная Сосьва — до начала XX века название реки писалось в форме Сосва. С добавлением мягкого знака к названию реки добавилось и определение Северная, как противопоставления этой реки Южной Сосьве, которую теперь принято называть просто Сосьвой. Этимологию связывают с коми-перм. сос «рукав» и коми-перм. ва «вода, река». В свою очередь, в коми язык слово было калькировано из манс. Та̄гт я̄ с тем же значением[18][19].

#### Лимнонимы
- Кондинский Сор — от гидронима реки Конда (приток Иртыша) и сор — «сезонное озеро». Гидроним Конда, по мнению И. А. Воробьёвой, объясняется из южно-самодийского кундо — «длинный»[20]. По другой гипотезе, предполагается образование из северо-русского диалектного конда — «мелкослоистая смолистая сосна, растущая на сухом месте», перенесённого русскими переселенцами; характер лесной растительности по этой реке допускает такое объяснение[21].
- Тормэмтор — в переводе с хантыйского означает «журавлиное озеро»[22].
- Леушинский Туман — названо по посёлку Леуши, находящемуся на юго-восточном берегу озера. А неглубокие водоёмы, возникающие от разлива рек, в этих местах и называют туманами.
- Турсунтский Туман — названо в честь бывшей деревни Турсунт[23].
- Пильтанлор — значение не установлено.

### Ойконимы
- Белоярский — основан в 1969 году как базовый посёлок для строительства и обслуживания газопроводов Белый Яр, где яр — «высокий крутой берег, обрыв», а определение «белый» указывает на цвет обнажающихся в нём пород, с 1974 года — Белоярский[24][25].
- Когалым — в переводе с хантыйского означает «топь», «болото», «гиблое место». По другой версии, происходит от хантыйского ког или кох — «длинный», «долгий», а алынг — «начало», что может означать «длинный исток реки»[26].
- Лангепас — название из хант. ланки «белка» и пасл «протока», то есть «беличья протока». С 1985 года город Лангепас[27].
- Мегион — в документе 1912 года упоминается как юрты Магайон; в 1940-х годах село Мегион, расположенное на излучине при впадении протоки Мега в Обь. С 1980 года — город Мегион. Название из хантыйского мехи, меги, мегий — «излучина, изгиб, крутой поворот реки», мегин — «кривой»[28].
- Нефтеюганск — возник как деревня Усть-Балык, название по расположению при впадении реки Балык в протоку Юганская Обь. Гидроним из тюркского балык — «рыба». После открытия нефтяных месторождений селение быстро развивалось и в !967 году преобразовано в город и переименовано в Нефтеюганск. Новое название образовано по модели нефть + местоположение (ср. Нефтекамск, Нефтекумск и др.)[29].
- Нижневартовск — название происходит от пригодного для строительства пристани участка берега Оби, носившего название Вартовский Яр (яром в старину называли вогнутый, крутой берег реки[30]), в свою очередь происходящее от Вартовских юрт хантов, известных со второй половины XVIII века[31][32]. Приставка «Нижне-» обусловлена тем, что в 180 верстах выше по течению Оби находился другой яр с таким же названием. Для отличия от него новая пристань получила название «Нижне-Вартовская», впоследствии перешедшее на основанное при ней поселение[33].
- Нягань — деревня Нягынь возникла в 1930 году. С 1937 года — деревня Нягань. С 1965 года — посёлок Нягань, возникший в 1965 году как посёлок Нях (хантыйское нех, нёх, неух, нёух — «небольшая река, протекающая по открытому месту, улыбка»). В 1983 году посёлки Нях и Нягань объединяют в единый рабочий посёлок Нях. В 1985 году преобразован в город и назван по ближайшей станции Нягань. Название станции по реке Нягыньеган, где еган — «большая река»[34].
- Покачи — название произошло от хантыйского рода Покачевых, на чьих землях в 1970 году 21 разведочная скважина подтвердила наличие промышленной нефти.
- Пыть-Ях — хантыйское слово на сургутском (юганском) диалекте, означает «речной путь» («Пыть» имеет двусмысленное значение у народностей, которые проживали ближе к данной местности: 1) по этимологическому словарю И. П. Фролова «пыть» означает «путь»; 2) хантыйское значение слова «пыть» — «логово»."Ях" может иметь значение «река».)[35].
- Радужный — возник как посёлок в связи с освоением нефтяных месторождений; с 1985 года — город Радужный. Название искусственное с «положительным» значением[36].
- Сургут — по оценке Е. М. Поспелова, название по ближней обской протоке Сургунтль-Мухэт, где хантыйское мухэт — «протока», а основа гидронима от хантыйского личного имени Сургунт[37].
- Урай — название от мансийского урай — «старица, дугообразное озеро». С 1965 года — город Урай[38].
- Ханты-Мансийск — в XVI веке близ нынешнего месторасположения города было основано русское селение Самарово, название по имени остяцкого князя Самара. Рядом с этим селением в 1931 году основан посёлок Остяко-Вогульск как административный центр Остяко-Вогульского национального округа. После уточнения этнических наименований народов Севера остяков стали называть хантами, а вогулов — манси, в связи с чем в 1940 году посёлок был переименован в Ханты-Мансийск. В 1950 году из посёлка и села Самарово был образован город Ханты-Мансийск[39].
- Югорск — возник как посёлок, с 1963 года рабочий посёлок Комсомольский, название типично для посёлков в районах нового освоения и многократно повторялось в бывшем СССР. В 1992 году преобразован в город и переименован в Югорск. В основе нового названия — исторический топоним Югра или Югорская 3емля — так в русских летописях и исторических документах с XI—XII веков называли территории проживания угорских народов — хантов и манси[40].

### Оронимы
- Народная — название дано геологом А. Н. Алёшковым[41] в 1927 году во время исследовательских работ Северо-Уральской комплексной экспедиции Академии наук СССР и Уралплана. В литературе встречаются два варианта ударения: На́родная и Наро́дная. Первый обосновывается наличием у подножия горы реки На́роды, второй — имевшей место во времена СССР тенденции посвящать названия идеологическим символам нового государства, в данном случае — советскому народу (примеры: Пик Ленина, Пик Коммунизма). Сам Алёшков не оставил письменных свидетельств об использованном им ударении, но, по свидетельству профессора П. Л. Горчаковского, лично знавшего инициатора экспедиции и первого её руководителя Б. Н. Городкова, Алёшков все же имел в виду название Наро́дная, произведенное от русского слова «народ»[42]. С таким ударением, указанным на втором слоге, гора вошла в БСЭ 1954 года. Однако, уже в 1958 году, в новом учебнике географии для вузов Милькова и Гвоздецкого, как единственно правильный приводится вариант На́родная. Впоследствии против такой интерпретации названия неоднократно высказывались учёные и писатели[43][44][45].

### Инсулонимы
- Овечий — происхождение топонима не установлено.